# Dave Rowe
Dave Rowe (* 2. März 1944 in London) ist ein ehemaliger britischer Radrennfahrer und nationaler Meister im Radsport.

## Sportliche Laufbahn
Rowe war Teilnehmer der Olympischen Sommerspiele 1972 in München. Dort startete er im  Tandemrennen mit Geoff Cooke. Beide belegten den 10. Platz.
1972 gewann er die nationale Meisterschaft im Tandemrennen mit Geoff Cooke als Partner. Im Meisterschaftsrennen im Zeitfahren wurde er Zweiter hinter Michael Bennett. Den Titel im Tandemrennen gewann er erneut 1976 mit Dave Le Grys. 1973 und 1974 wurde er Vize-Meister auf dem Tandem. 1975 wurde er Zweiter der Meisterschaft im Sprint hinter Paul Medhurst. 1978 wurde er Berufsfahrer und blieb bis 1980 in britischen Radsportteams aktiv. Auch bei den Profis wurde er Sprint-Vize-Meister.